# Honra de Amantes
Honor Among Lovers (bra/prt: Honra de Amantes) é um filme pre-Code estadunidense de 1931, do gênero drama romântico, dirigido por Dorothy Arzner, estrelado por Claudette Colbert e Fredric March, e coestrelado por Charlie Ruggles e Ginger Rogers.

## Sinopse
Jerry Stafford (Fredric March), um empresário renomado, se apaixona por sua secretária, Julia Traynor (Claudette Colbert), mas ela decide escolher outro homem e se casa com Philip Craig (Monroe Owsley), um rapaz que causa grandes problemas para os dois. Ao perceber seu erro, Julia começa a tentar encontrar uma maneira de conseguir conquistar Jerry de volta.

## Elenco
- Claudette Colbert como Julia Traynor
- Fredric March como Jerry Stafford
- Charlie Ruggles como Monty Dunn
- Ginger Rogers como Doris Brown
- Monroe Owsley como Philip Craig
- Avonne Taylor como Maybelle Worthington
- Pat J. O'Brien como Conroy
- Janet McLeary como Margaret Newton
- Ralph Morgan como Riggs
- Leonard Carey como Forbes, o mordomo
- Charles Halton como Wilkes
- Granville Bates como Clark

## Produção
Os títulos de produção do filme foram "Sex in Business", "Strictly Business" e "Another Man's Wife".